# 16 oktober
16 oktober is de 289ste dag van het jaar (290ste dag in een schrikkeljaar) in de gregoriaanse kalender. Hierna volgen nog 76 dagen tot het einde van het jaar.

## Gebeurtenissen
- Economie
  - 2012 - De politie in Zuid-Afrika maakt met harde hand een einde aan een wilde staking bij een ijzerertsmijn. Tijdens een actie in de vroege ochtend worden zeker veertig mijnwerkers opgepakt.
- Criminaliteit en veiligheid
  - 2012 - Bij een grote kunstroof worden in de Kunsthal Rotterdam zeven schilderijen van Pablo Picasso, Henri Matisse, Claude Monet (2), Paul Gauguin, Meijer de Haan en Lucian Freud gestolen.
  - 2020 - Geschiedenisleraar Samuel Paty wordt bij een aanslag in Conflans-Sainte-Honorine onthoofd. Hij zou Mohammedcartoons hebben getoond tijdens een les.
  - 2023 - Bij een terreuraanslag in Brussel vallen twee doden en een zwaargewonde, alle drie Zweden. In een video op sociale media eist de Tunesiër Abdessalem Lassoued de aanslag op in naam van de Islamitische Staat. De voetbalinterland tussen België en Zweden in het Koning Boudewijnstadion wordt tijdens de rust gestaakt vanwege de aanslag.[1]
- Infrastructuur
  - 2009 - Een zakenvliegtuigje stort neer op een weiland in de buurt van Weert. Twee mensen komen om het leven.
- Media

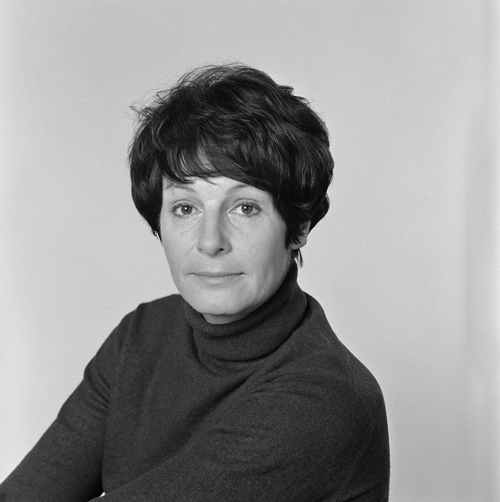
Mies Bouwman
debuteert in 1951 als omroepster op televisie

- - 1923 - The Walt Disney Company wordt opgericht door Walt Disney en zijn broer Roy Disney.[2]
  - 1951 - Mies Bouwman maakt haar debuut op de Nederlandse televisie als omroepster bij de KRO.
- Oorlog
  - 2000 - De strijdende partijen in DR Congo sluiten een wapenstilstand en bereiken overeenstemming over troepenterugtrekking.
- Politiek
  - 1830 - De Nederlandse kroonprins Willem van Oranje proclameert de onafhankelijkheid van België.[2]
  - 1946 - De doodvonnissen van het Proces van Neurenberg worden voltrokken.[2]
  - 1984 - Aan Desmond Tutu wordt de Nobelpijs voor de Vrede toegekend.[2]
  - 1994 - De bevolking van Finland spreekt zich via een referendum in meerderheid (57 procent) uit voor toetreding tot de Europese Unie.
  - 2002 - Ministers Eduard Bomhoff en Herman Heinsbroek treden af. Dezelfde dag biedt het voltallige kabinet-Balkenende I het ontslag aan aan de koningin.
- Religie
  - 1689 - Kroning van paus Alexander VIII in Rome.[2]
  - 1690 - Heiligverklaring van Paschalis Baylon (1540-1592), Spaans franciscaans broeder, door paus Alexander VIII.
  - 1798 - Oprichting van het Bisdom Warschau in Polen.
  - 1919 - Inwijding van de Sacré-Cœurbasiliek in Parijs door kardinaal Léon-Adolphe Amette.
  - 1931 - Benoeming van Angelo Roncalli tot apostolisch delegaat in Bulgarije.
  - 1978 - Kardinaal Karol Wojtyła wordt tot paus Johannes Paulus II gekozen.[2]
- Sport
  - 1903 - Oprichting van de Chileense voetbalclub Club de Deportes Santiago Morning.
  - 1905 - Oprichting van de Zwitserse voetbalclub FC Chiasso.
  - 1932 - Opening van het Stade Armand Cesari in de Franse stad Bastia.
  - 1967 - Oprichting van de Colombiaanse voetbalclub Deportivo Cortuluá.
  - 1985 - Het Nederlands voetbalelftal verliest in de play-offs voor deelname aan het WK voetbal 1986 de eerste wedstrijd van België. Frank Vercauteren tekent voor de enige treffer, nadat Oranje al na vier minuten met tien man speelt na de rode kaart voor Wim Kieft.
  - 2021 - In Lausanne, Zwitserland is Sifan Hassan door de Europese atletiekbond gekroond tot beste atlete van 2021 en Femke Bol tot talent van het jaar. De Noor Karsten Warholm is verkozen tot atleet van het jaar.[3]
  - 2022 - Wielrenster Ellen van Dijk eist de eerste plaats op in de Chrono des Nations. De Oekraïense Valeriya Kononenko en Amber Neben uit de Verenigde Staten eindigen op ruim een minuut achter de Nederlandse.[4]
  - 2024 - Op de Wereldkampioenschappen baanwielrennen in Ballerup winnen Roy van den Berg, Jeffrey Hoogland en Harrie Lavreysen goud op de teamsprint. Het is de zesde wereldtitel voor de Nederlandse ploeg in de laatste zeven jaar.
- Wetenschap en technologie
  - 1846 - De eerste chirurgische ingreep onder algemene verdoving. De Amerikaanse tandarts W.T.G. Morton gebruikte daarvoor ether.
  - 1975 - De Amerikaanse ruimtevaartorganisatie NASA lanceert de GOES A satelliet, de eerste gezamenlijke weersatelliet van NASA en NOAA.[5]
  - 2001 - Het ruimtevaartuig Galileo passeert Io, een maan van de planeet Jupiter, op een afstand van ongeveer 181 km.[6]
  - 2021 - Een United Launch Alliance Atlas V raket lanceert Lucy een ruimtevaartuig dat onderzoek gaat doen naar Trojanen, planetoïden in de buurt van Jupiter.[7]
  - 2022 - Een jaar na de lancering passeert ruimtevaartuig Lucy op een afstand van ongeveer 350 km langs de Aarde tijdens een flyby op weg naar de planeet Jupiter.[8]
  - 2023 - Wetenschappers van de Amerikaanse Purdue University beschrijven in een artikel in het wetenschappelijk tijdschrift Proceedings of the National Academy of Sciences dat metingen met een vliegtuig hebben aangetoond dat er ongewoon hoge concentraties metaalaerosolen voorkomen in de Aardse stratosfeer. Ze schrijven dit toe aan de ruimtevaart.[9][10]

## Geboren

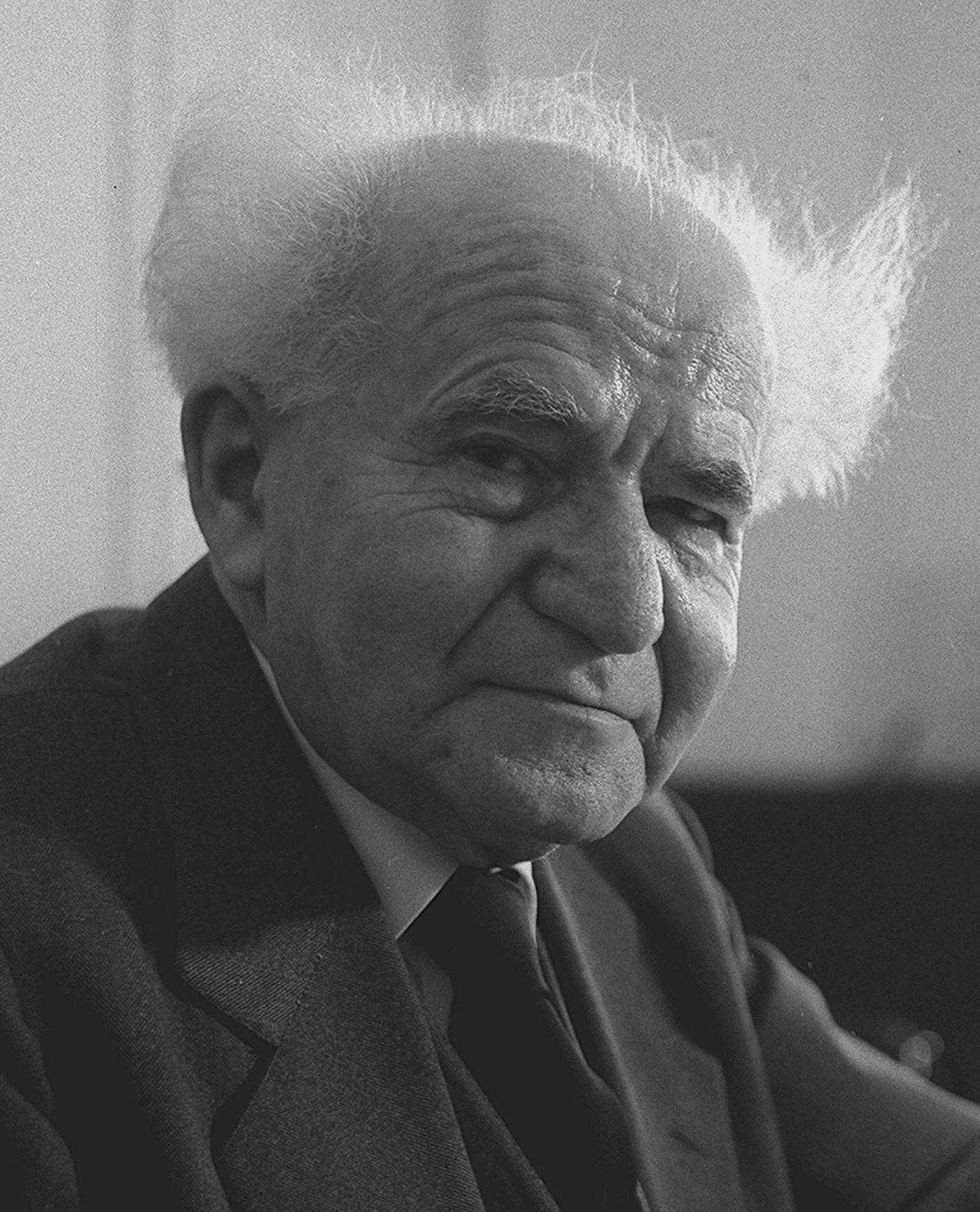
David Ben-Gurion
geboren in 1886

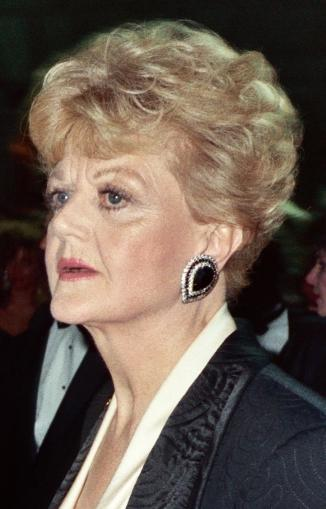
Angela Lansbury
geboren in 1925

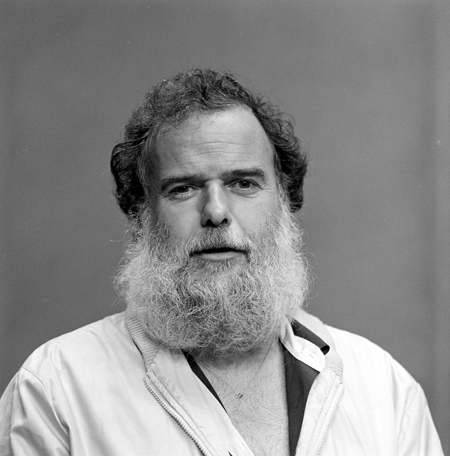
Henk van der Horst
geboren in 1939

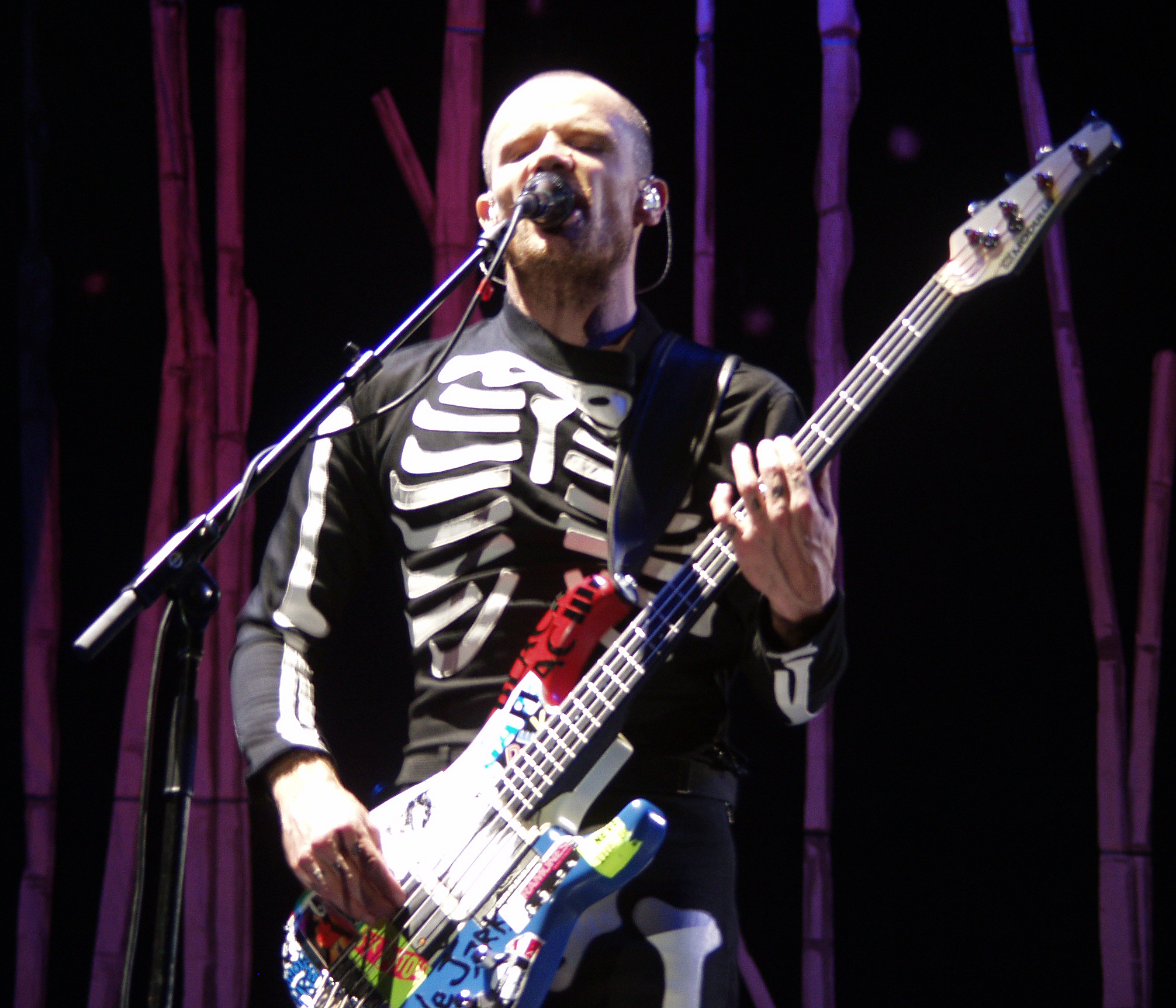
Flea
geboren in 1962

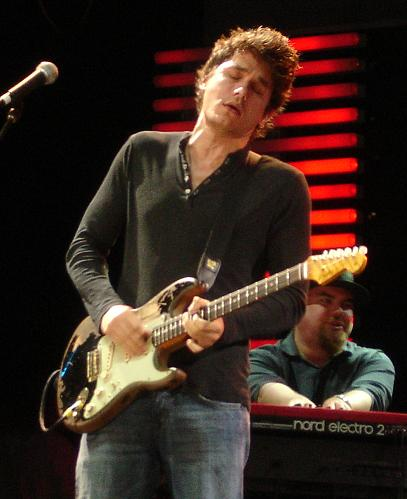
John Mayer
geboren in 1977

- 1430 - Jacobus II van Schotland, koning van Schotland (overleden 1460)
- 1483 - Gasparo Contarini, Italiaans diplomaat en kardinaal (overleden 1542)
- 1841 - Alfons Janssens, Belgisch politicus voor de Katholieke Partij (overleden 1906)
- 1854 - Oscar Wilde, Iers schrijver (overleden 1900)
- 1859 - Daisy Bates, Iers journaliste, antropologe en welzijnswerkster bij de Australische Aborigines (overleden 1951)
- 1863 - Austen Chamberlain, Engels staatsman (overleden 1937)
- 1877 - Frank Cadogan Cowper, Engels kunstschilder (overleden 1958)
- 1882 - Jimmy Hogan, Engels voetballer en voetbalcoach (overleden 1974)
- 1885 - Dorando Pietri, Italiaans atleet (overleden 1942)
- 1886 - David Ben-Gurion, eerste premier van Israël (overleden 1973)
- 1888 - Eugene O'Neill, Amerikaans schrijver (overleden 1953)
- 1890 - Michael Collins, Iers politicus (overleden 1922)
- 1890 - Maria Goretti, Italiaans heilige, vermoord door haar aanrander (overleden 1902)
- 1894 - Zdzisław Styczeń, Pools voetballer (overleden 1978)
- 1902 - Willem Michiels van Kessenich, Nederlands politicus (overleden 1992)
- 1905 - Ernst Kuzorra, Duits voetballer (overleden 1990)
- 1908 - Enver Hoxha, Albanees staatsman (overleden 1985)
- 1912 - Clifford Hansen, Amerikaans politicus (overleden 2009)
- 1913 - Kees Manders, Nederlands zanger en cabaretier (overleden 1979)
- 1914 - Hans Bourquin, Zwitsers stuurman bij het roeien (overleden 1998)
- 1914 - Joel Thorne, Amerikaans autocoureur (overleden 1955)
- 1918 - Tony Rolt, Brits autocoureur (overleden 2008)
- 1918 - Henri Vernes, Belgisch schrijver (overleden 2021)
- 1922 - Bram Huijser, Nederlands publicist (overleden 2016)
- 1922 - Leon Sullivan, Amerikaans geestelijke en mensenrechtenactivist (overleden 2001)
- 1923 - Bert Kaempfert, Duits componist, arrangeur en orkestleider (overleden 1980)
- 1925 - Karel Dillen, Belgisch stichter en oud-voorzitter van het Vlaams Blok (overleden 2007)
- 1925 - Angela Lansbury, Brits-Amerikaans actrice (onder andere Jessica Fletcher in Murder, She Wrote) (overleden 2022)
- 1925 - Lenka Peterson, Amerikaans actrice (overleden 2021)
- 1927 - Luc Devliegher, Belgisch kunsthistoricus (overleden 2023)
- 1927 - Günter Grass, Duits schrijver, winnaar van de Nobelprijs voor de Literatuur in 1999 (overleden 2015)
- 1927 - Eileen Ryan, Amerikaans actrice (overleden 2022)
- 1927 - Adam van der Woude, Nederlands Bijbelwetenschapper (overleden 2000)
- 1928 - Ann Morgan Guilbert, Amerikaans actrice (overleden 2016)
- 1929 - Fernanda Montenegro, Braziliaans actrice
- 1931 - Arturo Woodman Pollit, Peruviaans bouwondernemer, politicus en sportbestuurder (overleden 2023)
- 1933 - Jacques Septon, Belgisch atleet (overleden 2019)
- 1934 - Peter Ashdown, Brits autocoureur
- 1934 - Tonny Roosken, Nederlands voetballer (overleden 2017)
- 1936 - Cock Luyten, Nederlands voetballer (overleden 2023)
- 1937 - John Whitmore, Brits autocoureur en ondernemer (overleden 2017)
- 1938 - Nico (Christa Päffgen), Duits-Amerikaans model en zangeres (overleden 1988)
- 1939 - Amancio Amaro, Spaans voetballer (overleden 2023)
- 1939 - Ger Blok, Nederlands voetbaltrainer (overleden 2016)
- 1939 - Joe Dolan, Iers zanger (overleden 2007)
- 1939 - Nico Haak, Nederlands zanger (overleden 1990)
- 1939 - Henk van der Horst, Nederlands programmamaker en acteur
- 1939 - Baruch Kimmerling, Israëlisch socioloog, politicoloog en historicus (overleden 2007)
- 1940 - Barry Corbin, Amerikaans acteur
- 1940 - Corrie Konings, Nederlands atlete
- 1940 - Nereo Odchimar, Filipijns bisschop (overleden 2024)
- 1940 - Célio Taveira Filho, Braziliaans voetballer (overleden 2020)
- 1941 - Larry Laudan, Amerikaans filosoof (overleden 2022)
- 1941 - Simon Ward, Brits acteur (overleden 2012)
- 1944 - Gretta Kok, Nederlands zwemster
- 1944 - Ton van Lieshout, Nederlands museumeigenaar
- 1944 - Kaizer Motaung, Zuid-Afrikaans voetballer en voetbalcoach
- 1944 - Bart Tromp, Nederlands socioloog en politicoloog (overleden 2007)
- 1945 - Tirza Verrips, Nederlands beeldhouwer en installatiekunstenaar (overleden 2023)
- 1946 - Suzanne Somers, Amerikaans actrice (overleden 2023)
- 1947 - Terry Griffiths, Welsh snookerspeler (overleden 2024)
- 1948 - Adriënne Kleiweg, Nederlands actrice
- 1953 - Paulo Roberto Falcão, Braziliaans voetballer en voetbalcoach
- 1954 - Julian With, Surinaams criticus en schrijver (overleden 2024)
- 1956 - Marin Alsop, Amerikaans violiste en dirigente
- 1956 - Melissa Belote, Amerikaans zwemster en olympisch kampioene
- 1956 - Rik Torfs, Belgisch kerkjurist, hoogleraar/rector KU Leuven
- 1957 - Kelly Marie, Schots zangeres
- 1958 - Tim Robbins, Amerikaans acteur en regisseur
- 1959 - David Neeleman, Braziliaans zakenman
- 1960 - Haagse Sjonnie (overleden 2014)
- 1961 - Wilfried Brookhuis, Nederlands voetbaldoelman
- 1962 - Flea, Amerikaans bassist van de Red Hot Chili Peppers
- 1962 - David Fralick, Amerikaans acteur
- 1962 - Brigitte Minne, Belgisch schrijfster
- 1964 - Abebe Mekonnen, Ethiopisch atleet
- 1964 - Konrad Plautz, Oostenrijks voetbalscheidsrechter
- 1965 - Harold Linnartz, Nederlands natuurkundige (overleden 2023)
- 1966 - Wagner Pereira Cardozo (Amaral), Braziliaans voetballer
- 1966 - Mary Elizabeth McGlynn, Amerikaans zangeres en actrice
- 1966 - Stefan Reuter, Duits voetballer
- 1967 - Davina McCall, Brits televisiepresentatrice en actrice
- 1968 - Todd Stashwick, Amerikaans acteur
- 1968 - Elsa Zylberstein, Frans actrice
- 1969 - Danny Hesp, Nederlands voetballer
- 1970 - Tekeye Gebrselassie, Ethiopisch atleet
- 1970 - Mehmet Scholl, Duits voetballer
- 1971 - Geert De Vlieger, Belgisch doelman
- 1972 - Rifka Lodeizen, Nederlands actrice
- 1973 - David Unsworth, Brits voetballer
- 1974 - Ockje Tellegen, Nederlands parlementariër
- 1974 - Ronny Venema, Nederlands voetballer
- 1975 - Giada Colagrande, Italiaans regisseur en actrice
- 1975 - Kellie Martin, Amerikaans actrice
- 1976 - Juan Ignacio Cerra, Argentijns atleet
- 1977 - John Mayer, Amerikaans zanger en songwriter
- 1977 - Björn Otto, Duits atleet
- 1977 - Anniek Pheifer, Nederlands actrice
- 1977 - Thorwald Veneberg, Nederlands wielrenner
- 1979 - Stéphane Krafft, Frans wielrenner (overleden 2025)
- 1980 - Jeremy Jackson, Amerikaans acteur
- 1981 - Ali B, Nederlands rapper
- 1981 - Gregory Sedoc, Nederlands atleet
- 1981 - Mark Visser, Nederlands journaallezer
- 1982 - Pippa Black, Australisch actrice
- 1982 - Andrej Makovejev, Russisch biatleet
- 1982 - Cristian Riveros, Paraguayaans voetballer
- 1983 - Mamitu Daska, Ethiopisch atlete
- 1983 - Philipp Kohlschreiber, Duits tennisser
- 1983 - Loreen, Zweeds zangeres
- 1984 - Adrian Durant, atleet uit de Amerikaanse maagdeneilanden
- 1984 - Roberto Hilbert, Duits voetballer
- 1984 - Caroline Ruhnau, Duits zwemster
- 1984 - David Salom, Spaans motorcoureur
- 1985 - Markus Eibegger, Oostenrijks wielrenner
- 1985 - Benjamin Karl, Oostenrijks snowboarder
- 1985 - Verena Sailer, Duits atlete
- 1985 - Casey Stoner, Australisch motorcoureur
- 1986 - Derk Boerrigter, Nederlands voetballer
- 1986 - Éva Csernoviczki, Hongaars judoka
- 1986 - Inna (lena Alexandra Apostoleanu), Roemeens zangeres
- 1986 - Brady Leman, Canadees freestyleskiër
- 1986 - Craig Pickering, Brits atleet
- 1986 - Samuel Pizzetti, Italiaans zwemmer
- 1987 - Patrizia Kummer, Zwitsers snowboardster
- 1988 - Rony Martínez, Hondurees voetballer
- 1988 - Matthijs van de Sande Bakhuyzen, Nederlands acteur
- 1988 - Zoltán Stieber, Hongaars voetballer
- 1989 - Angie Bainbridge, Australisch zwemster
- 1990 - Sam Bennett, Iers wielrenner
- 1990 - Antoine Demoitié, Belgisch wielrenner (overleden 2016)
- 1990 - Jóhanna Guðrún Jónsdóttir, IJslands zangeres
- 1990 - Lukas Lelie, Belgisch stand-upcomedian
- 1991 - Phan Thị Hà Thanh, Vietnamees gymnast
- 1992 - Viktorija Golubic, Zwitsers tennisster
- 1993 - Hamza Merdj, Algerijns wielrenner
- 1993 - Clément Venturini, Frans wielrenner en veldrijder
- 1994 - Halimah Nakaayi, Oegandees atlete
- 1994 - Carina Schrempf, Oostenrijks wielrenster
- 1995 - Nadine Fähndrich, Zwitsers langlaufster
- 1995 - Jegor Oroedzjev, Russisch autocoureur
- 1996 - Rivaldo Coetzee, Zuid-Afrikaans voetballer
- 1996 - Andrea Locatelli, Italiaans motorcoureur
- 1996 - Toprak Razgatlıoğlu, Turks motorcoureur
- 1997 - Charles Leclerc, Monegaskisch autocoureur
- 1997 - Seiya Maikuma, Japans voetballer
- 1997 - Naomi Osaka, Japans tennisspeelster
- 1997 - Viktoria Pinther, Oostenrijks voetbalster
- 1997 - Sarah Puntigam, Oostenrijks voetbalster
- 1999 - Nicolò Bulega, Italiaans motorcoureur
- 1999 - Nikola Karczewska, Pools voetbalster
- 1999 - Aaron Nesmith, Amerikaans basketballer
- 1999 - Thomas Pesenti, Italiaans wielrenner
- 2001 - Willian Pacho - Ecuadoraans voetballer
- 2002 - Hanna Bennison, Zweeds voetbalster
- 2002 - Jule Brand, Duits voetbalster
- 2002 - Britt Udink, Nederlands voetbalster
- 2003 - Kritika Rajya Lakshmi Devi, Nepalees prinses
- 2003 - Alice Sombath, Frans voetbalster

## Overleden

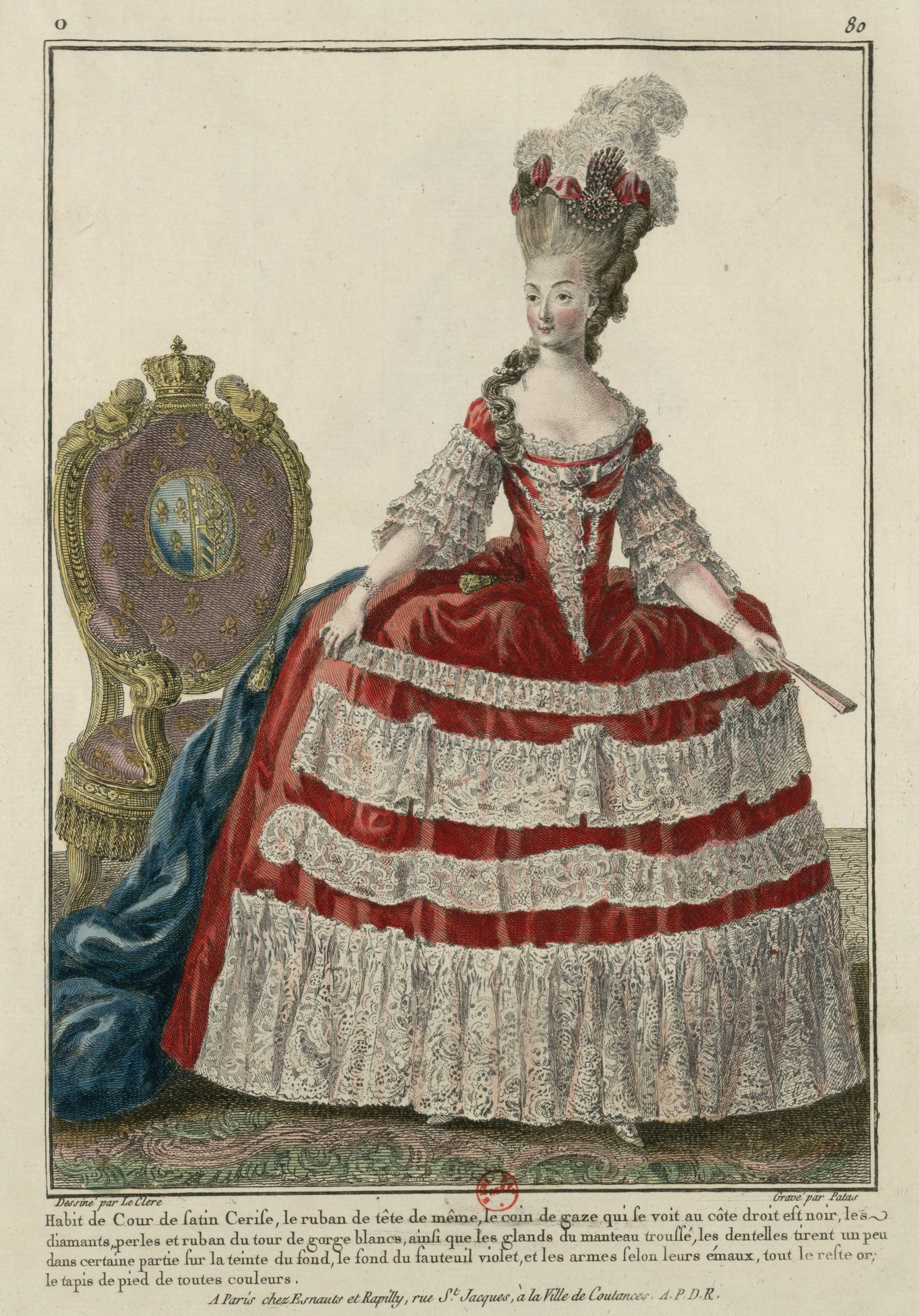
Marie Antoinette van Oostenrijk
overleden in 1793

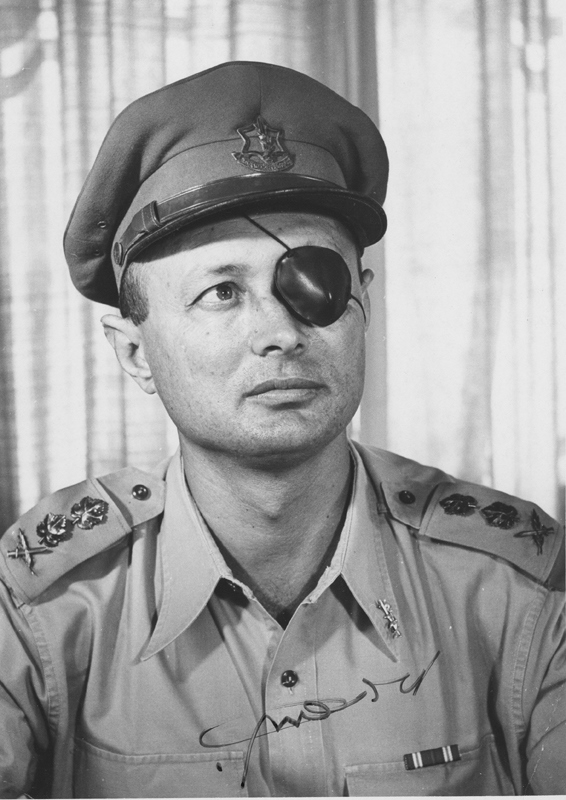
Moshe Dayan
overleden in 1981

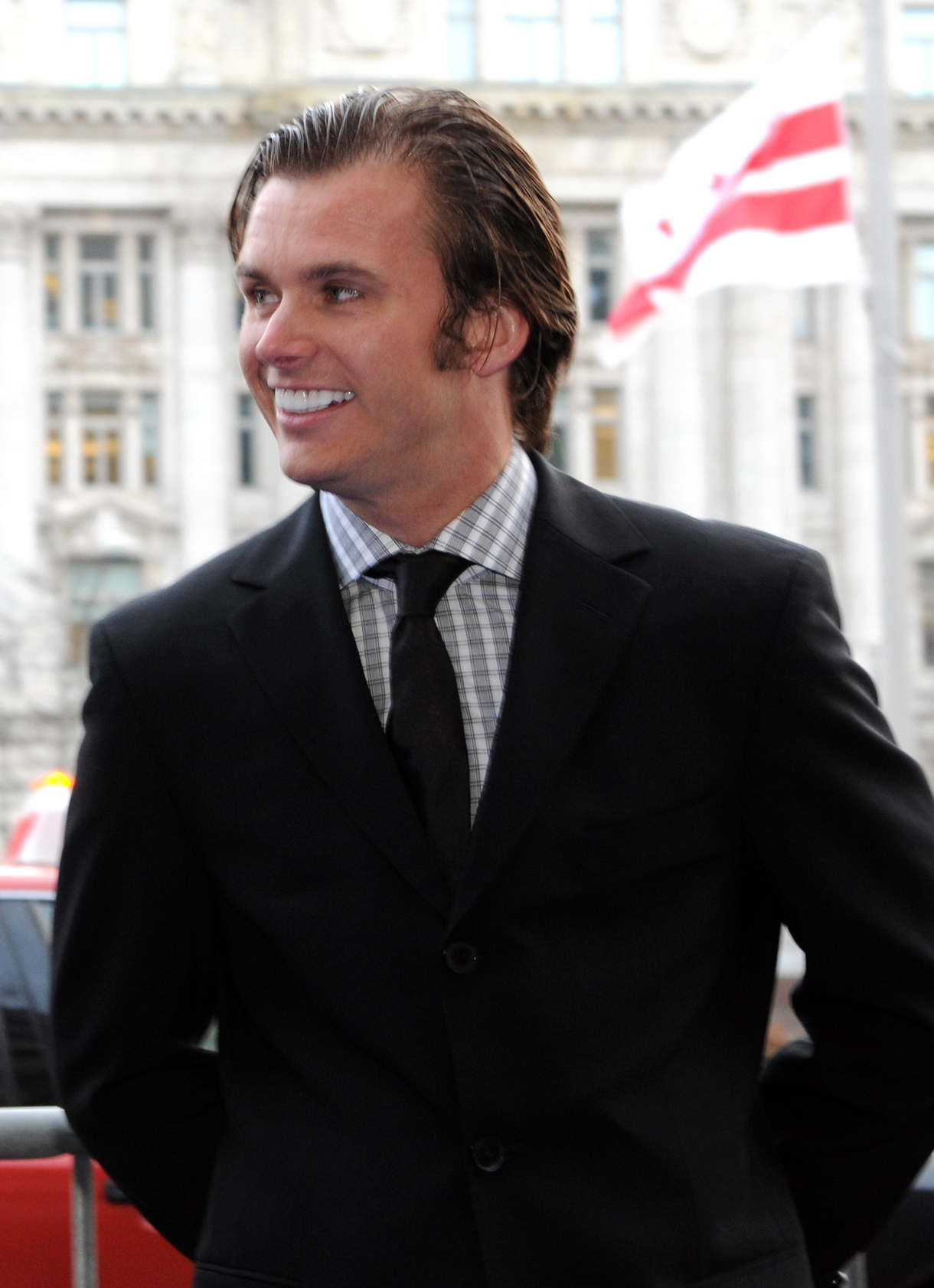
Dan Wheldon
overleden in 2011

- 1333 - Tegenpaus Nicolaas V (Pietro Rainalducci)
- 1591 - Paus Gregorius XIV (Niccolò Sfondrati) (56)
- 1594 - William Allen (62), Engels kardinaal
- 1621 - Jan Pieterszoon Sweelinck (59), Nederlands componist en organist
- 1793 - Marie Antoinette van Oostenrijk (37), koningin-gemalin van Lodewijk XVI van Frankrijk
- 1877 - Joannes Zwijsen (83), Nederlands aartsbisschop van Utrecht
- 1893 - Patrice de Mac Mahon (85), Frans militair en president van de Franse Republiek
- 1907 - Luis Yangco (66), Filipijns ondernemer
- 1913 - Ralph Rose (28), Amerikaans atleet
- 1925 - James Sykes Gamble (78), Engels botanicus
- 1930 - Herbert Henry Dow (64), Amerikaans ondernemer
- 1946 - Hans Frank (46), Duits nazipoliticus, gouverneur generaal van Polen
- 1946 - Wilhelm Frick (69), Duits nazipoliticus
- 1946 - Alfred Jodl (56), Duits legerleider, tekende de Duitse capitulatie
- 1946 - Ernst Kaltenbrunner (43), Duits nazipoliticus
- 1946 - Wilhelm Keitel (64), Duits veldmaarschalk en militair leider
- 1946 - Joachim von Ribbentrop (53), Duits nazi-diplomaat en -politicus
- 1946 - Alfred Rosenberg (53), Duits nazi-ideoloog
- 1946 - Fritz Sauckel (51), Duits nazi-gevolmachtigde voor de slavenarbeiders
- 1946 - Arthur Seyss-Inquart (54), Oostenrijks jurist en nazipoliticus
- 1946 - Julius Streicher (61), Duits hoofdredacteur van de antisemitsche krant Der Stürmer
- 1952 - Francisco Buencamino, Filipijns componist
- 1957 - Ralph Benatzky (73), Oostenrijks componist
- 1966 - George O'Hara (67), Amerikaans acteur
- 1968 - Gerard de Kruijff (78), Nederlands ruiter
- 1972 - Leo G. Carroll (85), Brits acteur
- 1980 - Henri Godin (88), Belgisch atleet
- 1980 - Carl Romme (83), Nederlands politicus
- 1981 - Moshe Dayan (66), Israëlisch politicus
- 1982 - Mario del Monaco (67), Italiaans operazanger
- 1986 - Arthur Grumiaux (75), Belgisch violist en pianist
- 1986 - Giovanni Invernizzi (60), Italiaans roeier
- 1986 - Sandro Puppo (68), Italiaans voetballer en voetbalcoach
- 1986 - Jolanda Margaretha van Savoye (85), Italiaans prinses
- 1987 - Joseph Höffner (80), Duits kardinaal-aartsbisschop van Keulen
- 1988 - Muzafer Sherif (82), Turks psycholoog
- 1989 - Cornel Wilde (77), Amerikaans acteur
- 1990 - Art Blakey (71), Amerikaans jazzmuzikant
- 1991 - Tonny Huurdeman (69), Nederlands actrice
- 1992 - Shirley Booth (94), Amerikaans actrice
- 1997 - James A. Michener (90), Amerikaans schrijver
- 1998 - Vasalis (89), Nederlands dichteres
- 2003 - László Papp (77), Hongaars bokser
- 2004 - Pierre Salinger (79), Amerikaans journalist, voorlichter en politicus
- 2005 - José María Medina (84), Uruguayaans voetballer
- 2007 - Toše Proeski (26), Macedonisch zanger
- 2007 - Christiaan Vandenbroeke (63), Belgisch historicus en politicus
- 2008 - Ab Gritter (59), Nederlands voetballer
- 2009 - Bertha van Hasselt (107), Nederlands oudste inwoner
- 2009 - Marian Przykucki (85), Pools aartsbisschop
- 2010 - Barbara Billingsley (94), Amerikaans actrice
- 2011 - Dan Wheldon (33), Brits autocoureur
- 2012 - John Durkin (76), Amerikaans politicus
- 2013 - Albert Bourlon (96), Frans wielrenner
- 2013 - Ed Lauter (74), Amerikaans acteur
- 2016 - Cecilia Hart (68), Amerikaans actrice
- 2016 - Kigeli V van Rwanda (80), Rwandees koning
- 2016 - Jeanette Kossmann (93), Nederlands grafisch ontwerper en letterontwerper
- 2016 - Viktor Zoebkov (79), Russisch basketballer
- 2017 - Enno Brommet (71), Nederlands burgemeester
- 2017 - Daphne Caruana Galizia (53), Maltees journaliste en schrijfster
- 2017 - Luzia Mohrs (113), Braziliaans-Duits supereeuwelinge
- 2019 - Kees Olthuis (78), Nederlands componist en musicus
- 2019 - John Tate (94), Amerikaans wiskundige
- 2020 - Rodolfo Fischer (76), Argentijns voetballer
- 2021 - Sam Bogaerts (73), Belgisch regisseur, acteur, auteur en docent
- 2022 - Lodewijk van den Berg (90), Nederlands-Amerikaans ruimtevaarder en chemisch ingenieur
- 2022 - Satya Mohan Joshi (102), Nepalees onderzoeker en schrijver
- 2023 - Martti Ahtisaari (86), Fins president (1994-2000), diplomaat en Nobelprijswinnaar
- 2023 - Toon Greebe (35), Nederlands darter
- 2023 - Peter Hoppenbrouwers (69), Nederlands historicus
- 2023 - Aptuk Noewahe (85), Surinaams Wayana-granman
- 2023 - Theo Schoofs (88), Belgisch politicus
- 2024 - Marie-Christiane de Corswarem (90), Belgisch bestuurder
- 2024 - Liam Payne (31),  Brits singer-songwriter

## Viering/herdenking

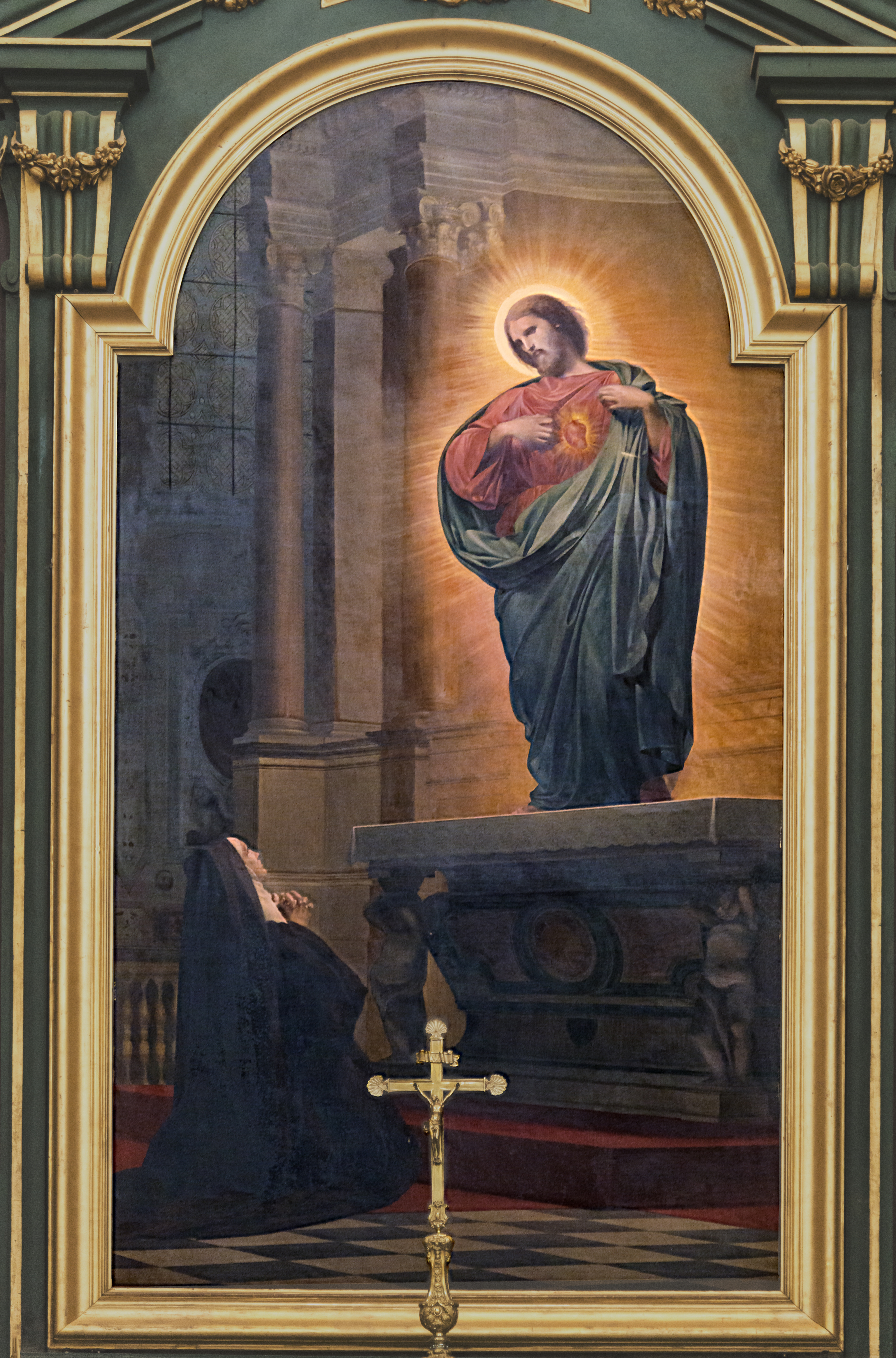
Margaretha-Maria Alacoque

- Wereldvoedseldag[11] (uitgeroepen door FAO)
- Rooms-Katholieke kalender:
  - Heilige Margaretha-Maria Alacoque († 1690) - Vrije Gedachtenis
  - Heilige Hedwig (van Silezië) († 1243) - Vrije Gedachtenis
  - Heilige Gerardus Majella († 1755)
  - Heilige Gallus (van Zwisterland) († c. 630)
  - Heilige Lullus (van Mainz) († 786)
  - Heilige Colman van Killruadh († 6e eeuw), Iers bisschop en heilige
  - Heilige Boudewijn (van Boekel) († 12e eeuw)
  - Heilige Longinus († 1e eeuw)
  - Heilige Mummolinus van Noyon († c. 686) - Gedachtenis (in bisdom Doornik)
  - Heilige Marguerite d'Youville († 1771)

## Weerextremen

### Nederland
| | Officiële records | Officiële records | Officiële records |      | Landelijke records | Landelijke records | Landelijke records       |
| Gebeurtenis | Jaar              | Extreem           | Locatie           | Jaar | Extreem            | Locatie            |                          |
| --- | ----------------- | ----------------- | ----------------- | ---- | ------------------ | ------------------ | ------------------------ |
| Laagste etmaalgemiddelde temperatuur (°C) | 1943              | 2,8               | De Bilt           |      | 1943               | 2,8                | De Bilt                  |
| Hoogste etmaalgemiddelde temperatuur (°C) | 2017              | 18,6              | De Bilt           |      | 2017               | 20,1               | Woensdrecht              |
| Laagste minimumtemperatuur (°C) | 1904, 1928        | −3,1              | De Bilt           |      | 1928               | −3,7               | Eelde                    |
| Hoogste minimumtemperatuur (°C) | 2017              | 13,7              | De Bilt           |      | 2017               | 15,8               | Maastricht, Wijk aan Zee |
| Laagste maximumtemperatuur (°C) | 1943              | 6,2               | De Bilt           |      | 1943               | 6,2                | De Bilt                  |
| Hoogste maximumtemperatuur (°C) | 2017              | 24,4              | De Bilt           |      | 2018               | 25,8               | Gilze-Rijen              |
| Hoogste uurgemiddelde windsnelheid (m/s) | 1958              | 12,3              | De Bilt           |      | 1987               | 27,3               | IJmuiden                 |
| Hoogste windstoot (m/s) | 1958              | 26,2              | De Bilt           |      | 1987               | 37,6               | De Kooy                  |
| Langste zonneschijnduur (uur) | 1999              | 9,9               | De Bilt           |      | 1999 2003          | 10,0               | Arcen Ell                |
| Langste neerslagduur (uur) | 2015              | 11,6              | De Bilt           |      | 2015               | 17,8               | Lauwersoog               |
| Hoogste etmaalsom van de neerslag (mm) | 1918              | 35,9              | De Bilt           |      | 1918               | 35,9               | De Bilt                  |
| Laagste etmaalgemiddelde relatieve vochtigheid (%) | 1959              | 54                | De Bilt           |      | 1959               | 54                 | De Bilt                  |
| Laagste uurwaarde luchtdruk op zeeniveau (hPa) | 1987              | 982,9             | De Bilt           |      | 1987               | 977,5              | De Kooy                  |
| Hoogste uurwaarde luchtdruk op zeeniveau (hPa) | 1931              | 1034,8            | De Bilt           |      | 2003               | 1035,9             | Leeuwarden               |
| Officiële records worden altijd gemeten op het KNMI-weerstation in De Bilt. Landelijke records kunnen worden gemeten op elk officieel KNMI-weerstation in Nederland. |                   |                   |                   |      |                    |                    |                          |

Uitzonderlijke gebeurtenissen
- 1915 - Laatste officiële zachte dag van het jaar (maximumtemperatuur ≥ 15 °C in De Bilt)
- 1922 - Laatste officiële zachte dag van het jaar (maximumtemperatuur ≥ 15 °C in De Bilt)
- 1949 - Laatste officiële warme dag van het jaar (maximumtemperatuur ≥ 20 °C in De Bilt)
- 1959 - Laatste officiële warme dag van het jaar (maximumtemperatuur ≥ 20 °C in De Bilt)
- 2007 - Laatste officiële zachte dag van het jaar (maximumtemperatuur ≥ 15 °C in De Bilt)
- 2018 - Laatste landelijke zomerse dag van het jaar gemeten in Arcen, Eindhoven, Gilze-Rijen, Hupsel, Maastricht, Twenthe, Volkel en Woensdrecht (maximumtemperatuur ≥ 25 °C op een officieel weerstation)
- 2023 - Officieel laagste minimumtemperatuur in °C van oktober dit jaar gemeten in De Bilt: 4,6
- 2023 - Landelijk laagste minimumtemperatuur in °C van oktober dit jaar gemeten in Ell: 0,8

### België
Dagrecords
- 1887 - Laagste etmaalgemiddelde temperatuur 1,8 °C
- 1949 - Hoogste etmaalgemiddelde temperatuur 19,7 °C
- 1887 - Laagste minimumtemperatuur −1,5 °C
- 2017 - Hoogste maximumtemperatuur 25,7 °C
- 1890 - Hoogste etmaalsom van de neerslag 18,2 mm

Uitzonderlijke gebeurtenissen
- 1958 - Sterke wind uit het westnoordwesten veroorzaakt hoogste waterstand in Oostende: 5,98 m.
- 1987 - Zware storm teistert West-Europa, vooral Bretagne en Engeland. Bij ons vooral in het noorden. Maximale windstoten tot 130 km/h aan de kust.

<< · 1 · 2 · 3 · 4 · 5 · 6 · 7 · 8 · 9 · 10 · 11 · 12 · 13 · 14 · 15 · 16 · 17 · 18 · 19 · 20 · 21 · 22 · 23 · 24 · 25 · 26 · 27 · 28 · 29 · 30 · 31 · >>